# اندرس مورتنسون
اندرس مورتنسون (انگلیسی: Anders Mårtensson؛ ۱۷ فوریه ۱۸۹۳ – ۱۷ ژوئیه ۱۹۷۳ (aged 66)) ورزشکار مسابقه اسب‌دوانی اهل سوئد بود.
وی در مسابقات کشوری و بین‌المللی در مجموع برندهٔ ۱ مدال برنز شده‌است.